# آنچه میسی می‌دانست (فیلم)
آنچه میسی می‌دانست (انگلیسی: What Maisie Knew) فیلمی به کارگردانی دیوید سیگل و اسکات مک‌گی است که در سال ۲۰۱۲ منتشر شد.

## بازیگران
- جولیان مور
- الکساندر اسکارشگرد
- استیو کوگان